# Murdannia macrocarpa
Murdannia macrocarpa är en himmelsblomsväxtart som beskrevs av Hong De-Yuan. Murdannia macrocarpa ingår i släktet Murdannia och familjen himmelsblomsväxter. Inga underarter finns listade.